# Dittico di Boezio
Il dittico di Boezio è un dittico consolare in avorio (24x18x2 cm) risalente al 487, raffigurante il console Manlio Boezio e conservato nel Museo di Santa Giulia a Brescia.

## Storia
L'opera venne eseguita da manifatture romane per celebrare la seconda elezione a praefectus urbi e il consolato di Manlio Boezio, conferito nel 487. Lo scopo dell'opera era puramente celebrativo e dittici di questo genere venivano commissionati per essere regalati ad amici e cari in occasione di importanti eventi, quali solitamente l'elezione a importanti cariche pubbliche.
Sconosciuta alla letteratura artistica antica, l'opera fu acquistata da Angelo Maria Querini per la sua collezione nel primo Settecento. Insieme a tutti gli altri pezzi raccolti dal cardinale, nel 1755 essa passò per lascito testamentario al comune di Brescia.
Esposto per la prima volta nel Museo dell'Era Cristiana, aperto in alcuni locali del soppresso monastero di Santa Giulia all'inizio dell'Ottocento, trovò qui una posizione stabile. Con l'apertura del Museo di Santa Giulia (1998) il dittico fu collocato nel settore "Collezionismo e arti applicate", nelle vetrine dedicate alla Collezione Querini.

## Descrizione e stile
Il dittico raffigura il console su entrambe le valve, in una in piedi, nell'altra seduto su un trono e riccamente vestito con ornamenta triumphalia, la toga picta e la tunica palmata, mentre regge nella destra lo scettro d'avorio con aquila in cima, altro elemento tipico degli ornamenta. Nella seconda valva il console è nell'atto di inaugurare i ludi circenses, che si svolgevano all'entrata in carica dei consoli, gettando la mappa (un fazzoletto) per terra.
Le due figure si stagliano contro una cornice architettonica: due lesene di ordine corinzio sorreggono un fregio con l'iscrizione dedicatoria, sormontato da due timpani entro cui sono alloggiate due lauree con svolazzi. Una cornice a palmette fa da bordo alle due tavole.
Nell'iscrizione dedicatoria sulla seconda tavola si legge l'evento da celebrare, la nomina al consolato di un nobile romano, che permette di conseguenza di datare l'opera: Ex P(raefecto) P(raetorio) P(raefectus) V(rbi) Sec(undo) Cons(ul) Ord(inarius) et Patric(ius), «già prefetto del pretorio, prefetto dell'Urbe per la seconda volta, console ordinario e patrizio». Sull'iscrizione della prima tavola, invece, si identifica il personaggio di Manlio Boezio.
L'opera presenta una finissima decorazione a bulino, in grado di rendere le diverse profondità dei piani (gli scettri, la figura di Boezio, l'architettura di sfondo) e di ricreare i leggeri ma fitti ricami delle tuniche, a motivi geometrici.